# Paramusonius peyrierasi
Paramusonius peyrierasi là một loài bọ cánh cứng trong họ Cerambycidae.